# إعصار كوزمي (1989)
كان إعصار كوزمي إعصارًا استوائيًا كبيرًا بشكل غير عادي أدى إلى هبوط اليابسة في جنوب غرب المكسيك في يونيو 1989. العاصفة الاستوائية الثالثة والإعصار الثاني لموسم أعاصير المحيط الهادئ لعام 1989 ، تشكلت كوزمي في 19 يونيو من موجة استوائية ، تحركت العاصفة في البداية غربًا قبل ترقيتها إلى العاصفة الاستوائية كوزمي. وتشتد في النهاية إلى إعصار من الفئة الأولى. انعطف كوزمي شمالًا ووصل إلى اليابسة بالقرب من أكابولكو في ليلة 21 يونيو. ضعفت بسرعة على الأرض. تسببت العاصفة في هطول أمطار غزيرة على الأرض ، مما أدى إلى فيضانات مميتة ومدمرة. تشير التقديرات إلى أن 30 شخصًا لقوا حتفهم في الإعصار.
وفي أوائل حزيران/يونيه 1989 ، ظهرت موجة استوائية من الساحل الغربي لأفريقيا واجتازت المحيط الأطلسي ، وعبرت في نهاية المطاف إلى شرق شمال المحيط الهادئ. في البداية ، كانت العديد من مراكز التداول مرتبطة بالنظام. الاستمرار في التنظيم ، ويقدر أن العاصفة وصلت إلى حالة الاكتئاب المداري في 0000 UTC في 18 يونيو. وكان الكساد واسع النطاق ويفتقر إلى نشاط كبير في العواصف الرعدية. ومع ذلك ، كان لديها تدفق محترم إلى الخارج والنمس. تحركت نحو الغرب وتكثفت إلى عاصفة استوائية في 0000 UTC في 20 يونيو ، بعد 48 ساعة من تصنيفها.
وعند تسميتها ، كانت كوسمي تعني وظلت ثابتة تقريبا مع استمرار تكثيفها. أصبح إعصار منتصف النهار UTC في 21 يونيو ؛ وقد تأخر هذا التحديث في الوقت الحقيقي. وفي هذا الوقت ، تسارع الإعصار نحو الشمال. فمع اقتراب الإعصار من ساحل المكسيك ، بلغ أقصى قدر من الرياح المستمرة 85 ميجا فولت (140 كم/ساعة) ، كما بلغ الحد الأدنى من الضغط البارومتري 979 ميجا فولت.
خلال ليلة 21 يونيو ، وصل كوزمي إلى اليابسة شرق أكابولكو . تحركت إلى الداخل وسرعان ما تدهورت ، ضعفت لتصبح عاصفة استوائية بعد وقت قصير من وصولها إلى الشاطئ. [2] تحركت شمالًا عبر شرق المكسيك وتضاءلت أكثر إلى منخفض استوائي قبل أن يتعذر تمييزها جنوب براونزفيل ، تكساس في 23 يونيو. كان تطوير العاصفة الاستوائية أليسون في خليج المكسيك مرتبطًا جزئيًا بالظروف المتبقية من بقايا كوزمي.

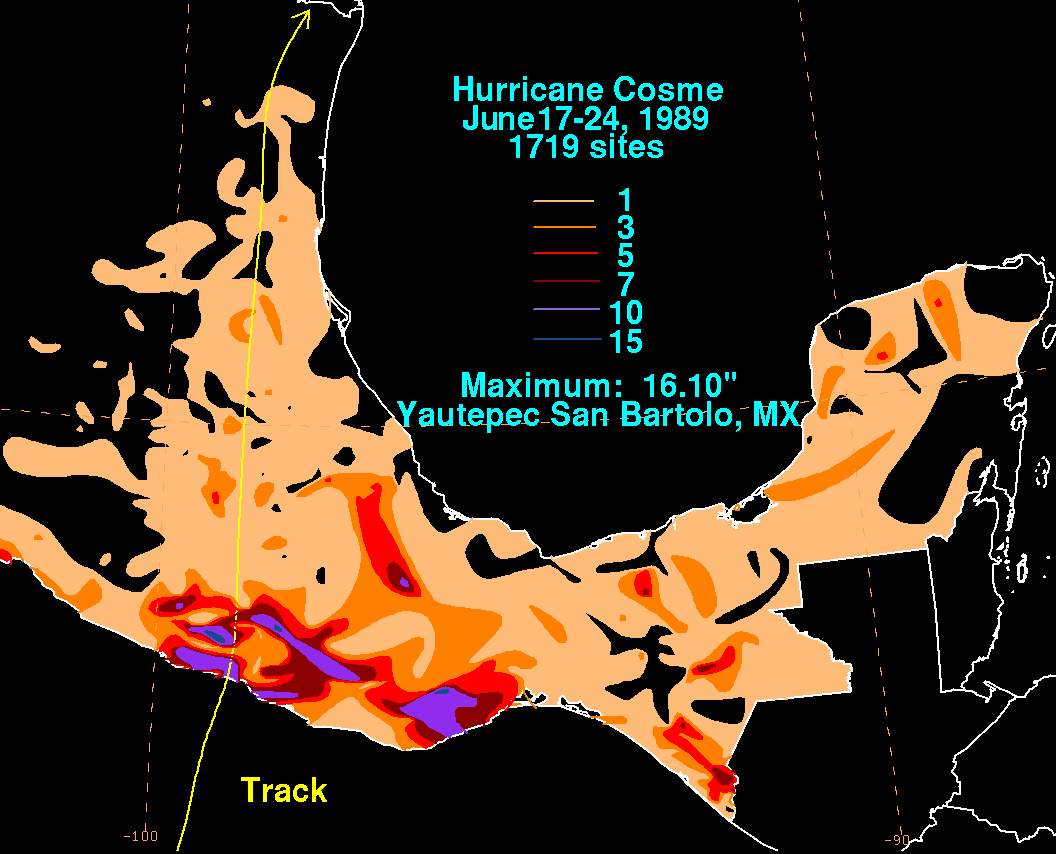
خريطة هطول الأمطار في كوزمي

قبل وصول الإعصار اليابسة ، قام المسؤولون المكسيكيون بإجلاء ما يقرب من 260 شخصًا من المناطق المنخفضة بالقرب من أكابولكو. كما أغلقت الموانئ في المنطقة عدة أيام قبل العاصفة وظلت مغلقة لمدة يومين بعد ذلك كإجراء احترازي. بالإضافة إلى ذلك ، تم إصدار تحذيرات ومراقبة السيول. جلب كوزمي أمطار غزيرة قتلت ما لا يقل عن 30 الناس بسبب الغرق. تم تدمير العديد من المنازل المبنية من الطوب اللبن ، لكن التكلفة المحددة للضرر غير معروفة. أعلى هطول للأمطار تم تسجيله فيما يتعلق بكوزمي كان 16.1 بوصة (410 مـم) في سان بارتولو يوتبيك ، المكسيك. تلقت العديد من المناطق الجبلية هطول أمطار أكثر من 7 بوصة (180 مـم) ومعظم المناطق الأخرى وردت 1 بوصة (25 مـم) . وألحقت الرياح العاتية التي أحدثتها العاصفة أضرارا بالعديد من الأشجار وخطوط الكهرباء في جميع أنحاء المناطق المتضررة. ذكرت السلطات في أكابولكو أنه لم تكن هناك أضرار أو إصابات كبيرة من العاصفة ، مع تعرض فندق واحد فقط لأضرار طفيفة.